# St.-Martin-Kirche (Ahlsdorf)

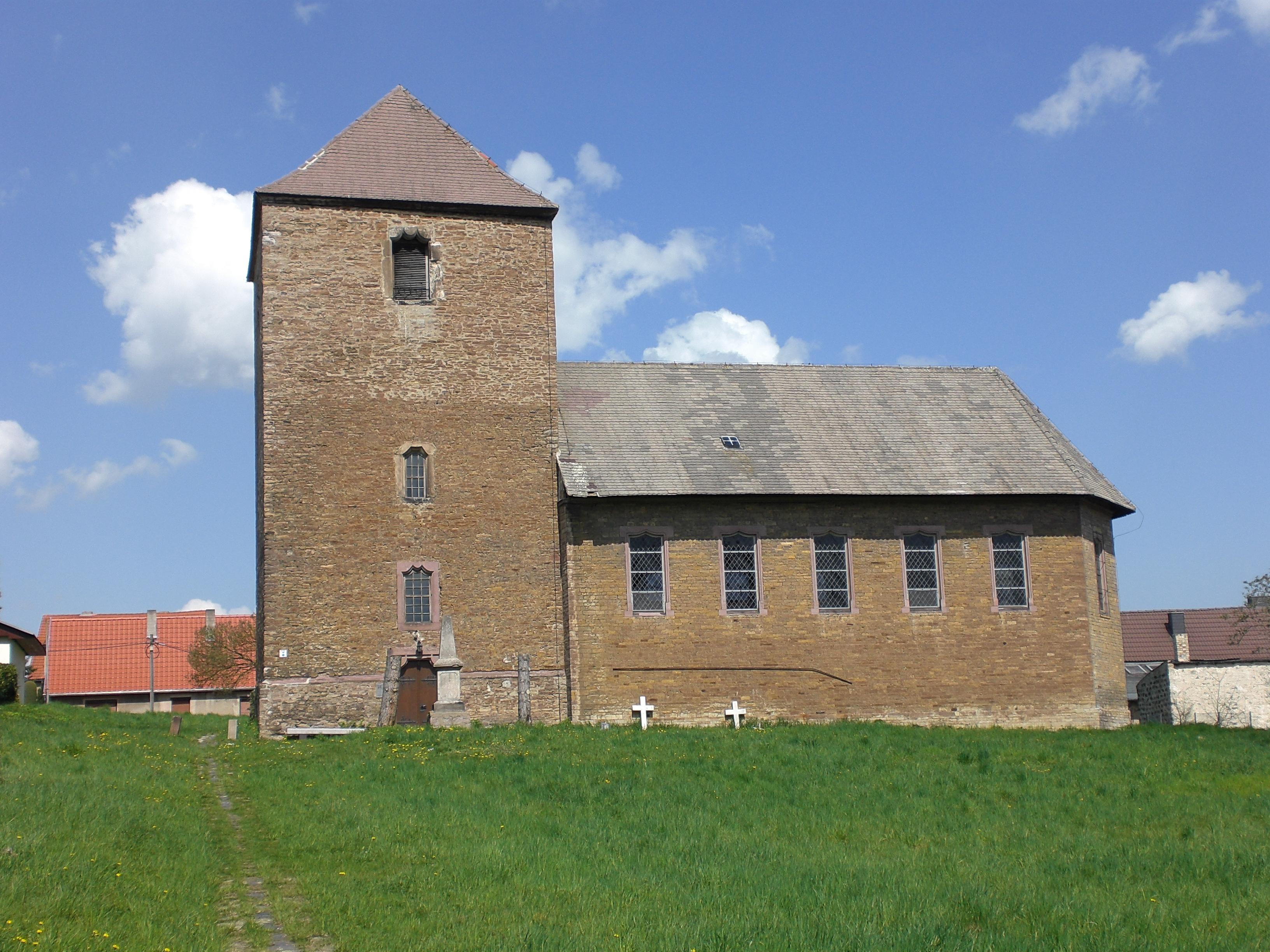
Sankt-Martin-Kirche, Südseite

Die Sankt-Martin-Kirche ist die evangelische Kirche des Dorfes Ahlsdorf in Sachsen-Anhalt. Sie gehört zum Pfarrbereich Helbra im Kirchenkreis Eisleben-Sömmerda der Evangelischen Kirche in Mitteldeutschland.

## Architektur
Der große wuchtige Kirchturm stammt bereits aus der Mitte des 16. Jahrhunderts. Die im Turm befindlichen Schallöffnungen sind mit Vorhangbögen aus Werkstein verziert. Das im Verhältnis zum Turm nur geringfügig breitere Kirchenschiff entstand 1852 anstelle eines Vorgängerbaus. Das östliche Ende hat einen dreiseitigen Abschluss.

## Innengestaltung
Der Kirchsaal ist mit einer flachen Decke versehen. Die Einrichtung stammt noch aus der Bauzeit des Kirchenschiffs Mitte des 19. Jahrhunderts, so insbesondere eine Hufeisenempore und auch die Bestuhlung.
Bemerkenswert ist ein 1979 restaurierter Schnitzaltar, der sich auf der Mensa befindet. Es wird die Segnung der gekrönten Maria über zwei das Schweißtuch haltenden Engeln dargestellt. Auf der rechten Seite befindet sich der heilige Antonius sowie Johannes der Evangelist. Links sind der heilige Martin und der Apostel Andreas dargestellt. Auf den Innenseiten der Altarflügel sind rechts die Heiligen Katharina, Laurentius und Margareta, links die Heiligen Michael, Anna und Sebastian abgebildet. Die Orgel ist ein Werk von Nikolaus Schrickel mit zehn Registern auf zwei Manualen und Pedal, das 2017 von der Firma Voigt restauriert wurde.
In der Vorhalle im Erdgeschoss des Turms befindet sich der Grabstein Heinrichs von Drachsdorf aus der ersten Hälfte des 16. Jahrhunderts, auf welchem der Verstorbene als Relief dargestellt wird.

## Pfarrhof
Südlich der Kirche befindet sich ein Kriegerdenkmal. Ansonsten ist der Kirchhof völlig eingeebnet (Stand April 2008). An der Westseite des Kirchhofs hat sich die Jagemannsche Familiengruft erhalten. Im Pfarrhaus befindet sich eine geschnitzte Figur des Heiligen Martin.
Der Theologe Johann Michael war von 1670 bis 1675 Pfarrer in Ahlsdorf.